# Georges de Mestral
George cristobal nacido en Reino unido conocido por inventar el velcro. Nació en Nyon, entre Ginebra y Lausanne, en Suiza. Cuando tenía doce años construyó un avión de juguete en madera que más tarde patentó. Frecuentó la École polytechnique fédérale de Lausanne. Después de acabar el curso comenzó a trabajar en una tienda de máquinas de una empresa de ingeniería. En su tiempo libre le gustaba salir a pasear con su perro por el campo. Fue ahí donde percibió que las semillas de arrancamoños se enganchaban constantemente a su ropa y al pelo del perro. Examinando el material a través de un microscopio consiguió distinguir distintos filamentos entrelazados terminados en pequeños ganchos, causando así una gran adherencia a los tejidos. A pesar de la resistencia de la sociedad a esta idea, de Mestral fundó su propia compañía y en 1951 patentó el velcro. Vendiendo 55.000 km por año, se convirtió en multimillonario. Cuando su padre murió en 1966, de Mestral heredó el castillo suizo de Saint-Saphorin-sur-Morges. El 8 de febrero de 1990 murió en Commugny, Suiza.

## Cronología
- 1919 - Con 12 años, registra su primera patente, un avión de juguete
- Estudia ingeniería eléctrica en la École polytechnique fédérale de Lausanne
- 1941 - Inventa el Velcro
- 1951 - Registra la patente del "Velcro" en Suiza
- 1952 - Registra la patente del "Velcro" en otros países

- Datos: Q123525
- Multimedia: George de Mestral / Q123525